# Zehbitz
Zehbitz là một đô thị thuộc huyện Anhalt-Bitterfeld, bang Saxony-Anhalt, Đức. Kể từ ngày 1 tháng 1 năm 2010, nó là một phần của thị xã Südliches Anhalt.